# Nesle-Hodeng
Nesle-Hodeng ist eine französische Gemeinde mit 331 Einwohnern (Stand: 1. Januar 2022) im Département Seine-Maritime in der Region Normandie. Sie gehört zum Arrondissement Dieppe und zum Kanton Neufchâtel-en-Bray. Die Bewohner werden Neslois und Nesloises genannt.

## Geographie
Nesle-Hodeng liegt östlich des Zentrums des Départements, etwa 41 Kilometer nordöstlich von Rouen und etwa 39 Kilometer südöstlich von Dieppe am Nesle, einem Nebenfluss der Béthune. Umgeben wird Nesle-Hodeng von den Nachbargemeinden Bouelles im Norden und Westen, Mortemer im Norden, Graval im Nordosten, Flamets-Frétils im Osten und Nordosten, Beaussault im Osten und Südosten, Mesnil-Mauger im Süden sowie Saint-Saire im Süden und Westen.

## Bevölkerungsentwicklung
| Jahr                       | 1962 | 1968 | 1975 | 1982 | 1990 | 1999 | 2006 | 2013 | 2020 |
| Einwohner                  | 521  | 523  | 476  | 410  | 360  | 313  | 301  | 346  | 348  |
| Quellen: Cassini und INSEE |      |      |      |      |      |      |      |      |      |

## Sehenswürdigkeiten
- Kirche Saint-Pierre aus dem 18. Jahrhundert
- Kapelle Saint-Denis aus dem 18. Jahrhundert
- Ehemalige Zisterzienserinnenabtei Bival, 1128 gegründet,